# Коррол
Коррол (октадегидрокоррин) — ароматическое органическое соединение в форме корринового кольца, является хелатом переходных металлов.

## Синтез
Коррол может быть получен в органическом синтезе реакцией конденсации бензальдегида с пирролом в смеси вода/метанол/соляная кислота с образованием открытого билана (тетрапиррана) с последующим окислением и закрытием кольца в присутствии p-хлоранила:

## Применение
Коррол применяется для получения биомиметиков с фоточувствительными свойствами. Производные коррола, комплексованные с марганцем, применяются в качестве миметиков супероксиддисмутазы.